# Giải bóng đá hạng nhất quốc gia Bỉ 1910–11
Đây là thống kê của Giải bóng đá hạng nhất quốc gia Bỉ mùa giải 1910-11.

## Tổng quan
Giải có sự tham gia của 12 đội, và C.S. Brugeois giành chức vô địch.

## Bảng xếp hạng
| Vị thứ | Đội bóng                    | St | T  | H | B  | BT | BB | Đ  | HS  | Ghi chú                        |
| ------ | --------------------------- | -- | -- | - | -- | -- | -- | -- | --- | ------------------------------ |
| 1      | C.S. Brugeois               | 22 | 16 | 2 | 3  | 76 | 24 | 34 | +52 |                                |
| 2      | F.C. Brugeois               | 22 | 16 | 1 | 4  | 70 | 27 | 33 | +43 |                                |
| 3      | Daring Club de Bruxelles    | 22 | 12 | 3 | 7  | 52 | 33 | 27 | +19 |                                |
| 4      | Union Saint-Gilloise        | 22 | 12 | 3 | 7  | 55 | 36 | 27 | +19 |                                |
| 5      | Racing Club de Bruxelles    | 22 | 11 | 2 | 9  | 52 | 42 | 24 | +10 |                                |
| 6      | Beerschot                   | 22 | 9  | 5 | 8  | 55 | 45 | 23 | +10 |                                |
| 7      | Antwerp F.C.                | 22 | 9  | 3 | 10 | 43 | 46 | 21 | -3  |                                |
| 8      | R.C. Malines                | 22 | 8  | 2 | 12 | 39 | 59 | 18 | -20 |                                |
| 9      | Léopold Club de Bruxelles   | 22 | 6  | 6 | 10 | 36 | 62 | 18 | -26 |                                |
| 10     | Excelsior S.C. de Bruxelles | 22 | 6  | 4 | 12 | 36 | 60 | 16 | -24 |                                |
| 11     | Standard Club Liégeois      | 22 | 5  | 4 | 13 | 32 | 48 | 14 | -16 |                                |
| 12     | S.C. Courtraisien           | 22 | 1  | 5 | 16 | 20 | 87 | 7  | -67 | Xuống hạng Promotion Division. |